# Somogyi Béla
Somogyi Béla, születési és 1890-ig használt nevén Steiner Béla (Halastó, 1868. május 16. – Újpest, 1920. február 17.) magyar tanító, író, műfordító, újságíró, a Népszava szerkesztője, akit – a fehérterrort támadó cikkei miatt – szélsőjobboldali különítményesek gyilkoltak meg.

## Életpályája
A Csáktornyai Tanítóképzőben tanult. 1893-ban Felsővisóra került állami tanítónak. Első cikkei a Népszavában és a Cipészek Szaklapjában Suhogó álnéven jelentek meg, 1895–1896-ban. 1897-ben Budapestre került. A Népszava szerkesztője 1897–98-ban nyolc hónapig, de a párton belüli viták miatt távoznia kellett a laptól. Utána egy külvárosi iskolában jutott tanítói álláshoz. Közben megszerezte a tanári képesítést is, reál-, majd kereskedelmi iskolában tanított. 1903-tól a Népszava külső, majd az újság 1905-ös napilappá alakulása után annak belső munkatársa. Ugyanekkor megindította a tanítók szervezkedését, majd 1906-ban lapjukat, az Új Korszakot, amelyet maga szerkesztett, s az ugyanebben az évben megalakult Magyarországi Tanítók Szabad Egyesülete (MTSZE) elnökévé is megválasztották. Az MTSZE alapszabályait gróf Apponyi Albert nem hagyta jóvá, ennek nyomán Somogyi egy időre beszüntette az Új Korszak kiadását, 1910-ben azonban, miután az akkori miniszter jóváhagyta azokat, újból megjelent az Új Korszak, Zigány Zoltán szerkesztésében, Somogyi kiadásában. Közoktatásügyi államtitkár volt a polgári-szociáldemokrata koalíciós Károlyi Mihály-kormányban. A Magyarországi Tanácsköztársaság idején elvi fenntartásai miatt nem vállalt szerepet; a Tanácsok Országos Gyűlésének tagjaként bírálta a proletárdiktatúrát. A kommün bukása után a Szociáldemokrata Röpiratokat szerkesztette, majd 1919. szeptembertől a Népszava felelős szerkesztője lett.

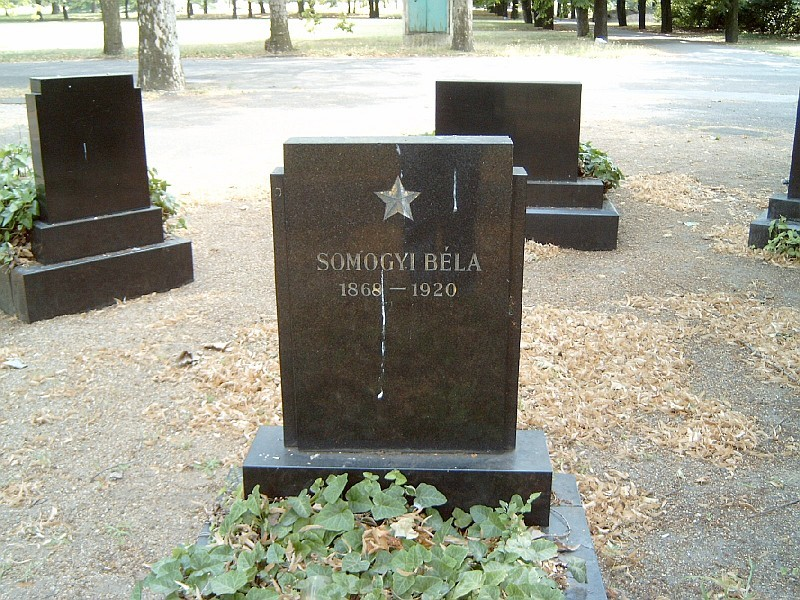
Somogyi Béla sírja Budapesten. Kerepesi temető: 20-sziget.

## Meggyilkolása
A fehérterrort leleplező cikkei miatt az Ostenburg-különítmény két tisztje elhurcolta. Társával, Bacsó Bélával együtt meggyilkolták, holttestüket a Dunába dobták a Megyeri csárda és a Fővárosi Vízművek káposztásmegyeri telepe között. Somogyi összekötözött kezű és lábú tetemét a derékig érő vízben pár órával a gyilkosság után fedezték fel, másnap Bacsóét is megtalálták.
Az ügy nagy port vert föl. Somogyi Béla meggyilkolásának hírét valamennyi magyarországi napilap címlapon vagy kiemelt helyen hozta és politikai beállítottsága mentén kommentálta.
A kormányzó és a miniszterelnök is egyéni akciónak minősítették a gyilkosságot. Bár a rendőrség a bűnügyet teljeskörűen feltárta, és a tisztek érintettsége miatt átadták a katonai ügyészségnek, amely megpróbálta eltussolni. Végül a tettesek felelősségre vonása elmaradt; Horthy Miklós 1921-ben közkegyelmet adott a különítményeseknek, mondván, hogy a hazaszeretet, a túlzott felbuzdulás és a nemzetárulás miatti érthető düh miatt követték el azt, amit elkövettek. Erre hivatkozva zárták le végleg a Somogyi-Bacsó-gyilkosság peranyagát is 1930-ban, felmentve a tényleges elkövetőket, Kovarcz Emiléket. Csunderlik Péter történész szerint ez az „arcátlan” közkegyelem Horthy legvédhetetlenebb bűne az ügyben.
A Budapesti Királyi Ítélőtábla 1930 novemberi, 10 év huzavona után megszületett ítéletének indokolás részében ez a passzus szerepel: ”… a terheltek, ha tettüket el is követték, azt abban a téves meggyőződésben tették, hogy cselekményükkel a magyar faj és nemzeti eszme érdekeit szolgálják”.
Egyes történészek szerint (pl. Hajdu Tibor, Csunderlik Péter, Schönwald Pál, Gergely Ernő) a gyilkosságokban a kormányzó, Horthy Miklós felelőssége is megállapítható. (A gyilkosság közvetlen előzménye ugyanis egy, a Gellért Szállóban megtartott vacsora volt, ahol felolvasták egy cenzúrázott Népszava-cikk kefelevonatát. A cikk bősz haragra gerjesztette az asztaltársaságot. Bekiabálták, hogy „ezt a gaz Somogyit a Dunába kéne tenni”, mire Horthy Miklós állítólag burkolt utasítást adott: „Nem beszélni kell itt, hanem cselekedni!”)
Az mindenesetre bizonyos, hogy a Somogyi-Bacsó gyilkosság a Horthy-éra kezdetén megnehezítette a parlamentarizmus kialakulását, sőt egy katonai diktatúra rémképével fenyegette a lakosságot. Jogos volt a félelem, hogy ha bárki bírálja a kialakulóban lévő kurzust, hasonlóan járhat.

## Családja
Lánya Somogyi Jolán (1902–1991) volt, Hatvany Lajos felesége.

## Emlékezete

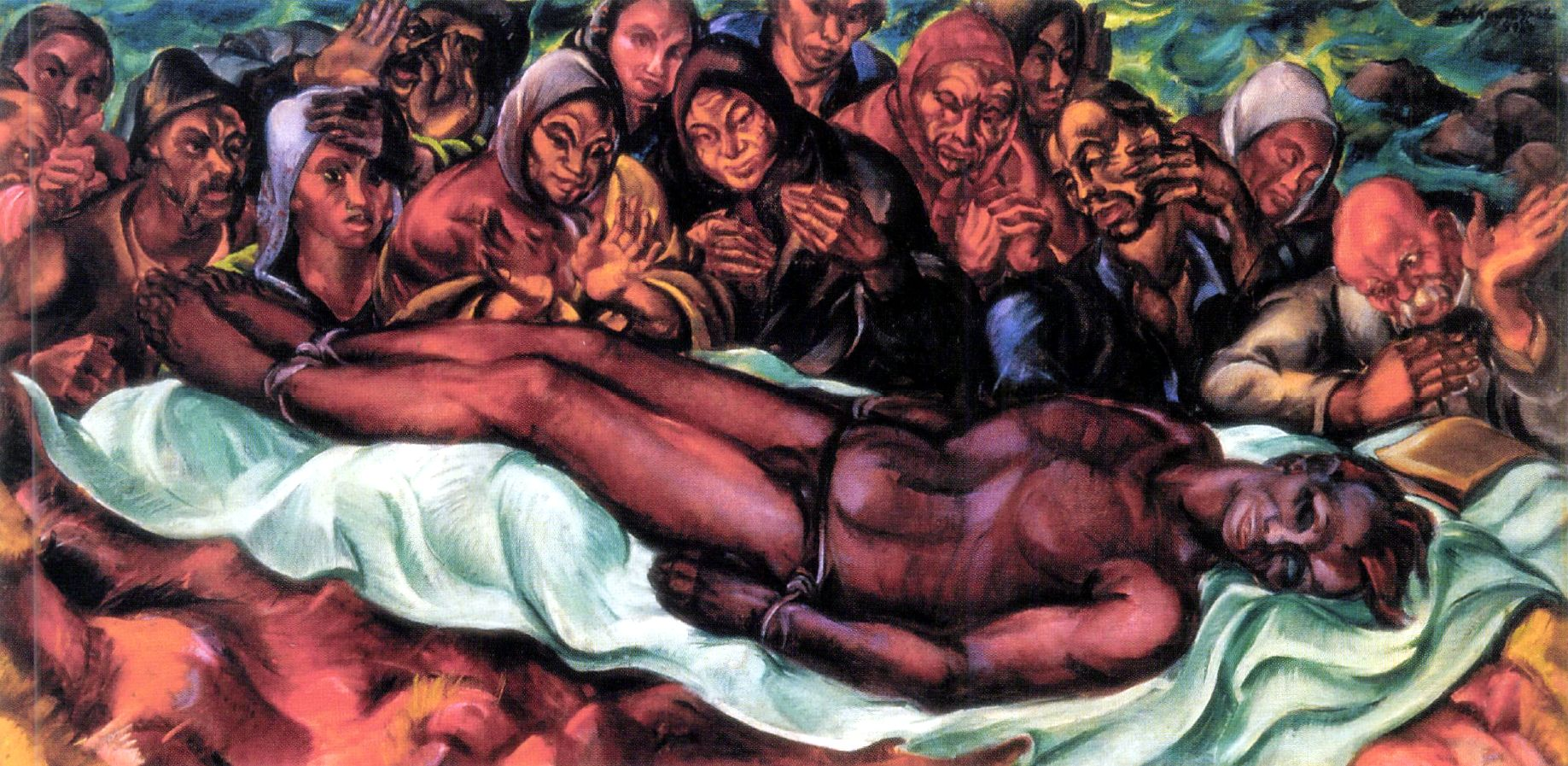
Derkovits Gyula: Halottsiratás című festménye

- A közvéleményben nagy felháborodást keltő gyilkosság Derkovits Gyulát a történtek művészi feldolgozására ihlette.

A festő Halottsiratás című, fiatalkori főművénél a kép centrumába helyezett halotton felfedezhetők Somogyi Béla arcvonásai, így a festmény, amellett, hogy az évszázados ikonográfiai hagyományra támaszkodik, aktuális mondanivalót is hordoz. (A nyomasztó élmény feldolgozására Derkovits szokatlanul nagy, mintegy két méter széles formát választott, ami monográfusa, Körner Éva szerint már önmagában bizonyítja, milyen komoly vállalkozásnak tartotta a téma megfestését.)
A festményen látható fehér lepedőn fekvő holttest sötétlilája és az összekötözött kezek, lábak vízbefojtást, gyilkosságot sejtetnek. A siratók gyűrött, eltorzult arcvonásai és görcsbe rándult kezei jól érzékeltetik a tragédia súlyát.[forrás?]
- A szocializmus idején az ország több városában neveztek el utcát Somogyi Béláról. Budapesten a Józsefvárosban, Pécsett és Győrött ma is van Somogyi Béla utca. (Más helységekben viszont a Somogyi Béla utcát átnevezték Somogyi utcára.)
- Somogyi Béla és Bacsó Béla meggyilkolásának helyén, Újpesten egykor emlékművet emeltek, ez azonban ma már csupán egy málladozó, jeltelen obeliszk.[14]
- A magyar politikai élet baloldali szereplői a meggyilkolása napján,  február 17-én rendszeresen meg szoktak emlékezni Somogyi Béláról a Kerepesi temetőben (mai nevén: Nemzeti Sírkertben). A 2023. évi koszorúzáson Egry Gábor, a Politikatörténeti Intézet főigazgatója beszédében azt emelte ki, hogy Somogyi Béla és Bacsó Béla azért érdemesek az utókor megbecsülésére, mert félelmet nem ismerve "kiálltak egy igazságosabb világért".[15]
- A Józsefvárosi Önkormányzat 2023. július 4-én felavatja Somogyi Béla, Bacsó Béla, a Magyarországi Szociáldemokrata Párt és a Népszava közös emléktábláját a Tolnai Lajos utca 4-10. szám alatt található egykori Népszava-székház falán.[16]
- A Somogyi-Bacsó-gyilkosság mint rejtélyes bűnügy a későbbiekben is az érdeklődés homlokterében maradt. Bekerült a Pintér István és Szabó László által jegyzett, A század nevezetes bűnügyei című összefoglaló munkába, azaz a modern magyar pitavalba. Az Ellenforradalmi banditák című rész szól erről az esetről.[17]